# Executive One
Executive One er flyvekontroltjenestens officielle kaldesignal på amerikanske civile fly, der befordrer USA's præsident. 
Præsident Richard Nixon var med udgangen af 2015 den eneste amerikanske præsident som har rejst på en kommerciel flyvning. Dette skete under energikrisen i 1973 for at "sætte et eksempel for resten af nationen under den nuværende energikrise" og "vise sin tillid til flyselskaberne". Han fløj i et McDonnell Douglas DC-10-fly fra flyselskabet United Airlines på en ordinær ruteflyvning fra Washington Dulles International Airport til Los Angeles International Airport. Eneste bagage præsidenten medbragte var en kuffert med forskellige kommunikationsmidler, så han kunne forblive i kontakt med Det Hvide Hus i tilfælde af en nødsituation. Nixons valg af civilt transportmiddel sparede ikke brændstof, på grund at et Boeing 707 fra 89th Airlift Wing fløj tomt til Californien, så det kunne fragte præsidenten tilbage til Washington D.C. som Air Force One. 
Hvis præsidentens familie er ombord på et civilt fly, kan White House Transportation Agency og United States Secret Service vælge at tildele afgangen kaldesignalet Executive One Foxtrot.
Når vicepræsidenten er ombord er kaldesignalet Executive Two.